# Enrico Segusio
Enrico Segusio (ur. ok. 1194 w Susie, zm. 6 listopada 1271 w Viterbo) – włoski biskup i kardynał, jeden z najbardziej znaczących kanonistów średniowiecza. Znany jako Hostiensis lub Henryk z Ostii, od nazwy swojej diecezji kardynalskiej.

## Życiorys
Urodził w Susa w Piemoncie prawdopodobnie w 1194. Ukończył studia prawnicze w Bolonii i Paryżu, uzyskując stopień magistra. Następnie wykładał prawo na obu tych uniwersytetach i został kanonikiem kapituły katedralnej we Vienne. Towarzyszył kardynałowi Ottone de Tonengo w jego legacji do Anglii (1237–40). W 1240 wstąpił na służbę króla angielskiego Henryka III, który mianował go swoim przedstawicielem wobec Stolicy Apostolskiej. Po niepowodzeniu swych starań o uzyskanie od papieża Innocentego IV depozycji biskupa Winchester powrócił do Francji, gdzie objął funkcję archidiakona Embrun. Uzyskał także prepozyturę Grazu i godność papieskiego kapelana.
W 1244 został mianowany biskupem Sisteron, jednak w następnych latach często gościł w kurii papieskiej, wówczas rezydującej w Lyonie. W 1250 został promowany na arcybiskupstwo w Embrun. Jako arcybiskup przewodniczył synodowi prowincjonalnemu w listopadzie 1257.
W 1262 papież Urban IV mianował go kardynałem-biskupem Ostii i od tego momentu Enrico przeszedł na stałe do pracy w kurii. Występuje jako świadek na licznych bullach papieskich datowanych między 9 stycznia 1263 a 28 lutego 1268. Uczestniczył w blisko trzyletniej elekcji papieskiej 1268-71; z powodu choroby nie uczestniczył w końcowym głosowaniu w dniu 1 września 1271, w wyniku którego Teobald Visconti został papieżem (jako Grzegorz X). Niespełna dwa miesiące później sporządził testament, a 6 listopada 1271 zmarł.

## Poglądy i dzieła
Enrico Segusio jest jednym z najbardziej znaczących kanonistów epoki późnego średniowiecza. Uważał on, że wszelkie prawo oraz władza polityczna na ziemi pochodzą od Boga, jednocześnie stojąc na stanowisku wyższości władzy duchownej nad władzą świecką oraz prawa kanonicznego nad prawem cywilnym. Najwyższym autorytetem na ziemi jest papież, gdyż jest on wikariuszem Boga. Według niego papież, choć powinien przestrzegać praw ziemskich, nie jest nimi związany i nie może być sądzony za jakiekolwiek przestępstwo oprócz herezji. Za wszelkie inne występki może go sądzić tylko Bóg. Co więcej, wszyscy są obowiązani posłuszeństwo papieżowi, nawet gdy nakazuje łamanie praw ziemskich, chyba że z wykonania takiego nakazu wyniknąłby grzech śmiertelny.
Enrico uważał także, że papież jest uprawniony do udzielania dyspens nawet od nakazów prawa bożego („nakazów apostolskich i ze Starego Testamentu”), o ile tylko nie prowadzi to do grzechu śmiertelnego, nie narusza prawd wiary i nie stanowi zagrożenia dla zbawienia duszy. Papież dysponuje na tej ziemi „obydwoma mieczami”, tj. zarówno władzą świecką, jak i duchowną. Władzę świecką na tej ziemi papież powierza wprawdzie cesarzowi, ale z zastrzeżeniem praw zwierzchnich jako wikariusza Chrystusa. Enrico uważał za grzech śmiertelny nieposłuszeństwo władców świeckich wobec papieża.
Najbardziej znaczący wpływ miały poglądy Enrico na relacje między chrześcijanami a niewierzącymi w Chrystusa. Uważał on, że autorytet Kościoła rozciąga się także na ziemie zamieszkane przez pogan. Poganie mogą wprawdzie zachować władzę nad swoimi ziemiami, ale tylko, jeśli uznają nad sobą władzę Kościoła; w przeciwnym razie mogą być całkowicie legalnie pozbawieni suwerenności na rzecz chrześcijan. Teorie te jeszcze w XVI-XVII wieku były wykorzystywane przez Hiszpanów do uzasadnienia ich władzy nad Ameryką.
Do jego głównych dzieł zaliczane są:
- Lectura in Decretales Gregorii IX
- Summa super titulis Decretalium
- Lectura in Decretales Innocentii IV